# 王靖儀
王靖儀（： Wang Jing-Yi，2001年3月14日—），藝名為Soso（韓語：소소），韓國KIWI MEDIA GROUP旗下女團“公園少女”成員之一，在隊伍裡擔當形象以及副唱。2017年7月KIWI MEDIA GROUP娛樂至莊敬高職舉辦徵選會，因而入選赴韓做練習生。

## 經歷
- 2017年，就讀莊敬高職高一時，曾接受自由時報採訪[4]。
- 2018年6月20日，“公園少女”公開成員ANNE與Soso出道預告照片與影片。
- 2020年1月17日，公司在粉絲官咖宣佈Soso因腳傷將暫停活動。公園少女將暫時以6人體制進行活動。2020年4月3日，公司宣佈公園少女將於4月底回歸歌壇，但成員Soso因健康因素不參加本次新專輯的活動，公園少女將以6人體制活動。
- 2021年5月26日公園少女第五次回歸，SOSO腳傷康復正式歸隊。同年以MC的身份主持我愛偶像在6月6日公園少女的中文專訪。

## 綜藝節目
| 年份 | 電視台／播放平台 | 節目名稱             | 備註                                                                     |
| ---- | ---------------- | -------------------- | ------------------------------------------------------------------------ |
| 2018 | Mnet             | 《GOT YA! 公園少女》 | 公園少女第一個團體真人實境秀。 由金信英、Din Din、孫東雲、素珍共同主持。 |
| 2019 | JTBC             | IDOL ROOM            | 外籍偶像特輯                                                             |